# 손뼉치기

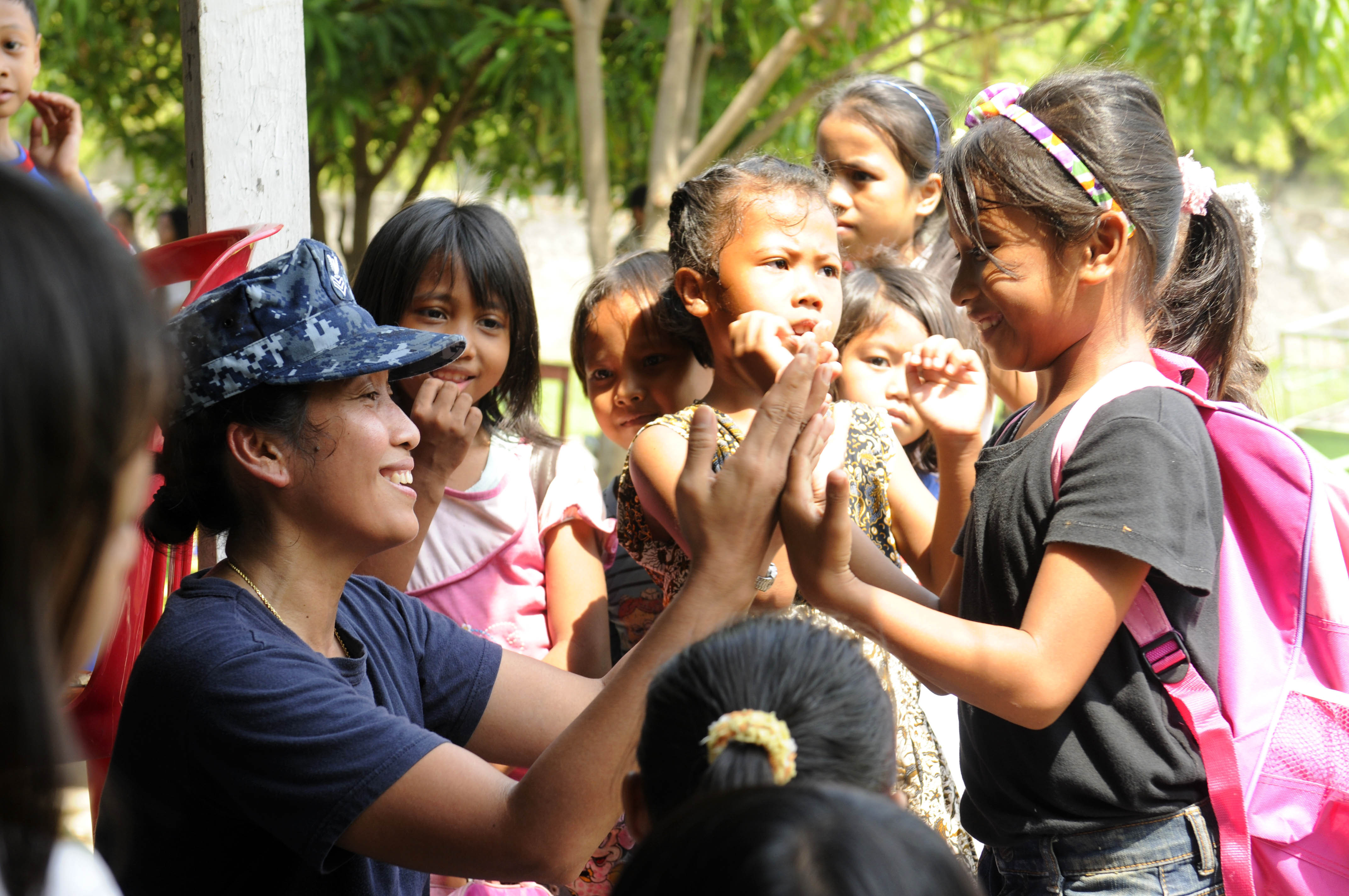
손뼉치기를 하는 아이와 여자

손뼉치기는 두 손을 이용한 놀이이다. 대한민국에서는 세세세나 쎄쎄쎄 등으로 불리기도 하는데, 이는 일본의 손뼉치기 게임의 구호 셋셋세(せっせっせー)에서 유래한 것으로 보인다.

## 사용되는 노래
손뼉치기 게임에서 사용되는 노래는 여러가지가 있다. 대한민국에서는 윤극영이 작곡하고, 윤석중이 작사한 〈반달〉이 잘 알려져 있다. 영어권에서 사용되는 노래는 다음이 있다:
- "A Sailor Went to Sea"[1]
- "Down Down Baby"
- "Down by the Banks"[2]
- "Mary Mack"[2]
- "Miss Susie"[2]
- "Pat-a-cake, pat-a-cake, baker's man"
- "Pease Porridge Hot"[1]
- "Pretty Little Dutch Girl"
- "Stella Ella Ola"
- "Cup game"